# جام طلایی کونکاکاف ۲۰۱۵
جام طلایی کونکاکاف ۲۰۱۵ سیزدهمین دوره جام طلایی کونکاکاف بود که با شرکت تیم‌های عضو کونکاکاف (آمریکای شمالی، آمریکای مرکزی و کارائیب) برگزار شد. در پایان مسابقات تیم ملی فوتبال مکزیک برای هفتمین بار به مقام قهرمانی رسید.